# Gorenjci pri Adlešičih
Gorenjci pri Adlešičih este o localitate din comuna Črnomelj, Slovenia, cu o populație de 48 de locuitori.